# Onthophagus deliensis
Onthophagus deliensis är en skalbaggsart som beskrevs av Lansberge 1885. Onthophagus deliensis ingår i släktet Onthophagus och familjen bladhorningar. Utöver nominatformen finns också underarten O. d. bawangicus.